# بيثنتي لينيرو
بيثنتي لينيرو إيه أوتيرو(بالإسبانية: Vicente Leñero y Otero) روائي وسينارست وصحفي وكاتب مسرحي مكسيكي ولد في مدينة جوادالاخارا التابعة لخاليسكو في 9 يونيو 1933. وقد كتب العديد من الكتب والقصص والمسرحيات. وقد تخرج لينيرو في الجامعة الوطنية المستقلة في المكسيك بوصفه مهندس مدني في عام 1959. وبعدها مباشرة اتجه إلى الكتابة حتى يجد قوت يومه. وقام بنشر روايته الأولى الغبار (بالإسبانية: La polvareda) في دار خوس للنشر. ثم في عام 1961 قام بشر روايته الثانية صوت المتألم (بالإسبانية: La voz adolorida)، والتي تعرض اتجاهه الأدبي الواقعية النفسية في الكتابة. وهي تتناول مونولوج عن حياة مريض يعانى من أمراض عقلية قبل دخوله مباشرة إلى مستشفى الأمراض العقلية. ثم أتبعها برواية البنائين عام 1963، والتي استحق عليها جائزة الببليوتيكا بريفي (بالإسبانية: Premio Biblioteca Breve)، وهي جائزة أدبية معترف بها وذات قيمة. وتعد هذه الرواية ذات بنية معقدة وذات دلالة رمزية. وهي تروي قصة حارس في أحد المباني.

## أعماله

### الروائية
- صوت المتألم (1961)
- البناءون (1963)
- ستوديو ك (1965)
- خربشة (1967)
- أضعاف من الماعز (1972)
- الصحفيون (1978)
- إنجيل لوكس جفليان (1979)
- قطرة ماء (1984)
- اغتيال (1985)
- الناس هكذا (1997)
- الحياة الفانية (1999)

### المسرحية
- الشعب الرافض (1968)
- زميل (1970)
- الخيمة (1971)
- أبناء سانشيث (1972)
- المحاكمة (1972)
- التغير (1979)
- وربما أليسيا (1980)
- استشهاد موريلوس (1981)
- زيارة الملاك (1981)
- سيحارب لعشر جولات (1985)
- يسوع جوميز (1986)
- لا أحد يفقه شيء (1988)
- الجحيم (1991)
- ليلة هرنان كورتيس (1992)

### السينمائية
- دير النسور (1973)
- بكاء السلحفاة (1975)
- البناءون (1976)
- المستضعفون (1978)
- عندما تنسج العناكب (1979)
- الحكم المؤبد (1979)
- المياه الكثيرة (1980)
- ماريانا، ماريانا (1987)
- ميروسلافا (1993)
- ومن الحب ما قتل (1994)
- زقاق المعجزات (1995)
- قانون هيرودس (1999)
- الغرفة الزرقاء (2002)
- جريمة الأب أمارو (2002)
- التغير (2003)
- من السماء (2006)
- المرأة المرمرية (2006)
- الهجوم (2010)

## الجوائز
- جائزة الببليوتيكا بريفي عام 1963.[9]
- جائزة الكاتب المكسيكي خافير فياوروتيا للكتاب عام 2000.[10]
- الجائزة الوطنية في علم اللغة والآداب في مدينة المكسيك عام 2001.[11]

## روابط خارجية
- بيثنتي لينيرو على موقع IMDb (الإنجليزية)
- بيثنتي لينيرو على موقع قاعدة بيانات الفيلم (الإنجليزية)